# South Esk (Esk)
Der South Esk ist ein Fluss in der schottischen Council Area Midlothian.

## Verlauf
Der Fluss entspringt in einer Höhe von 520 m an den Hängen des Blackhope Scar, der mit einer Höhe von 651 m dritthöchsten Erhebung der Moorfoot Hills. Er fließt zunächst in westlicher Richtung und dreht nach rund 1,5 km nach Norden ab. Diese Grobrichtung wird der South Esk bis zu seiner Mündung beibehalten. Er fließt zunächst durch eine dünnbesiedelte Region im Süden von Midlothian. Nach rund sechs Kilometern mündet der Fluss in das Gladhouse Reservoir ein, das größte Süßwasserreservoir in Lothian. Vor Errichtung des Stausees im Jahre 1879 war der Oberlauf des South Esk auch unter dem Namen Gladhouse Burn bekannt.
1,5 km flussabwärts durchfließt der South Esk mit dem Rosebery Reservoir den zweiten Stausee, um dann weiter nördlich mit der geschichtlich bedeutenden Ortschaft Temple die erste Siedlung entlang seines Laufs zu erreichen. Mit dem Redside Burn, der Wasser aus dem Edgelaw Reservoir einträgt, mündet ein kurzes Stück nördlich der erste signifikante Zufluss ein. Drei Kilometer flussabwärts passiert der South Esk die Ortschaft Gorebridge, wo das Gore Water einmündet. Zwischen Newtongrange und Bonnyrigg hindurchfließend, nimmt er den Dalhousie Burn auf. Vorbei an Newtongrange fließt der South Esk durch Dalkeith und vereinigt sich rund zwei Kilometer nördlich, nach einer Gesamtlänge von 30 km mit dem North Esk zum Esk, der schließlich bei Musselburgh in den Firth of Forth mündet.

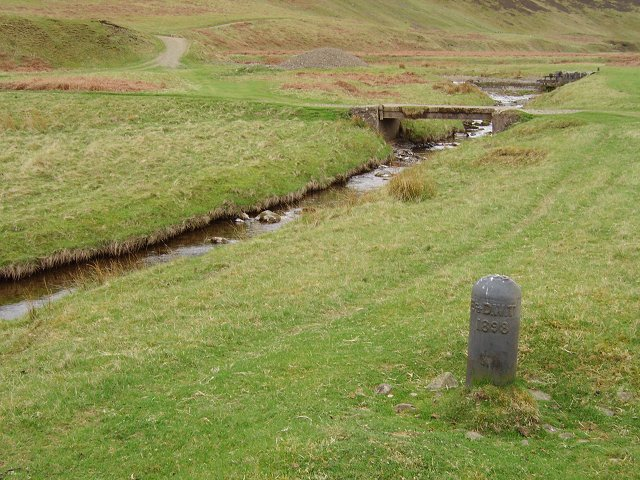
Oberlauf des South Esk
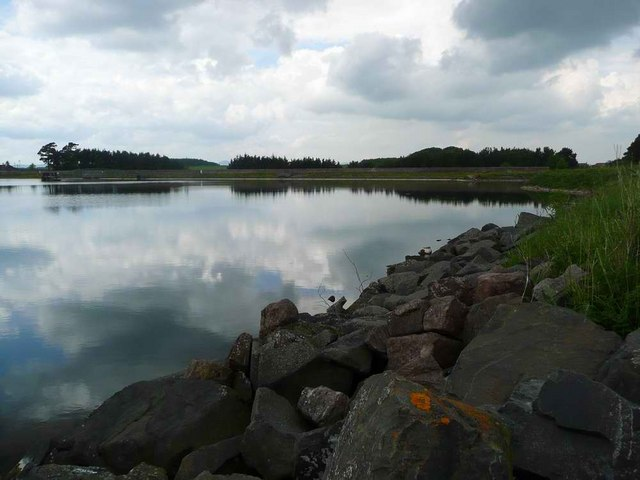
Das Gladhouse Reservoir
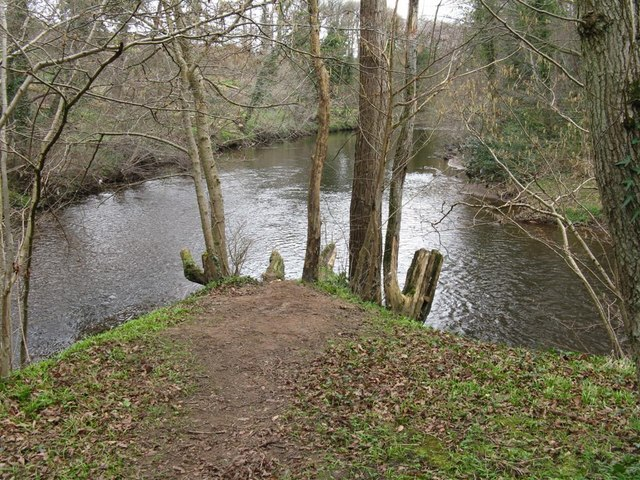
Zusammenfluss von North Esk (links) und South Esk (rechts)

## Umgebung
Zwar trifft dies in noch höherem Maße auf den North Esk zu, jedoch durchfließt auch der South Esk eine landschaftlich reizvolle Region. Wie auch für den North Esk wurde deshalb entlang des South Esk ein Wanderweg eingerichtet. Die verhältnismäßig wohlhabenden Ländereien im Edinburgher Umland waren in der Vergangenheit auf zahlreiche Herren verteilt. Entlang des South-Esk-Ufers finden sich aus diesem Grund verschiedene Bauwerke von historischer Bedeutung.
Am Ostufer befand sich ab dem 12. Jahrhundert die schottische Niederlassung des Templerordens. Die heute in Ruinen erhaltene Old Temple Kirk könnte noch auf die Templer zurückgehen, wahrscheinlicher ist jedoch, dass sie nach Auflösung des Templerordens im frühen 14. Jahrhundert von Johannitern erbaut wurde. Der Name der Ortschaft Temple leitet sich hiervon ab. Rund einen Kilometer flussaufwärts begrenzt der South Esk die Ländereien von Arniston House. Das palladianisch gestaltete Herrenhaus stammt aus den 1730er Jahren. Es existierten jedoch Vorgängerbauten am selben Ort. Das zwischen Newtongrange und Bonnyrigg gelegene Schloss Dalhousie Castle geht auf ein Tower House aus dem 13. Jahrhundert zurück. Bei Newbattle lag die Zisterzienserabtei Newbattle Abbey am Ostufer des South Esk. Nach der Aufgabe des Klosters im 16. Jahrhundert wurde dort ein Herrenhaus erbaut. Die aus demselben Jahrhundert stammende Newbattle Old Bridge überspannt dort den Fluss. Wenige Kilometer vor seiner Mündung begrenzt der South Esk die Ländereien von Dalkeith House. Am Standort befand sich zuvor eine Burg, die im Jahre 1547 durch englische Truppen zerstört wurde. Dalkeith House war über Jahrhunderte Sitz der Dukes of Buccleuch. Unter anderem nächtigte der britische König Georg IV. dort.

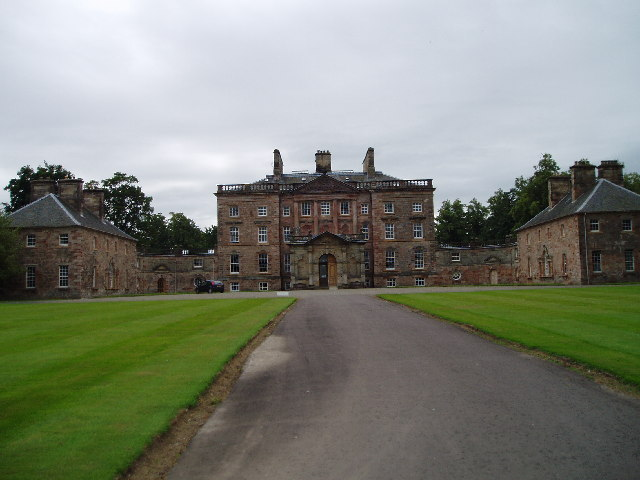
Arniston House
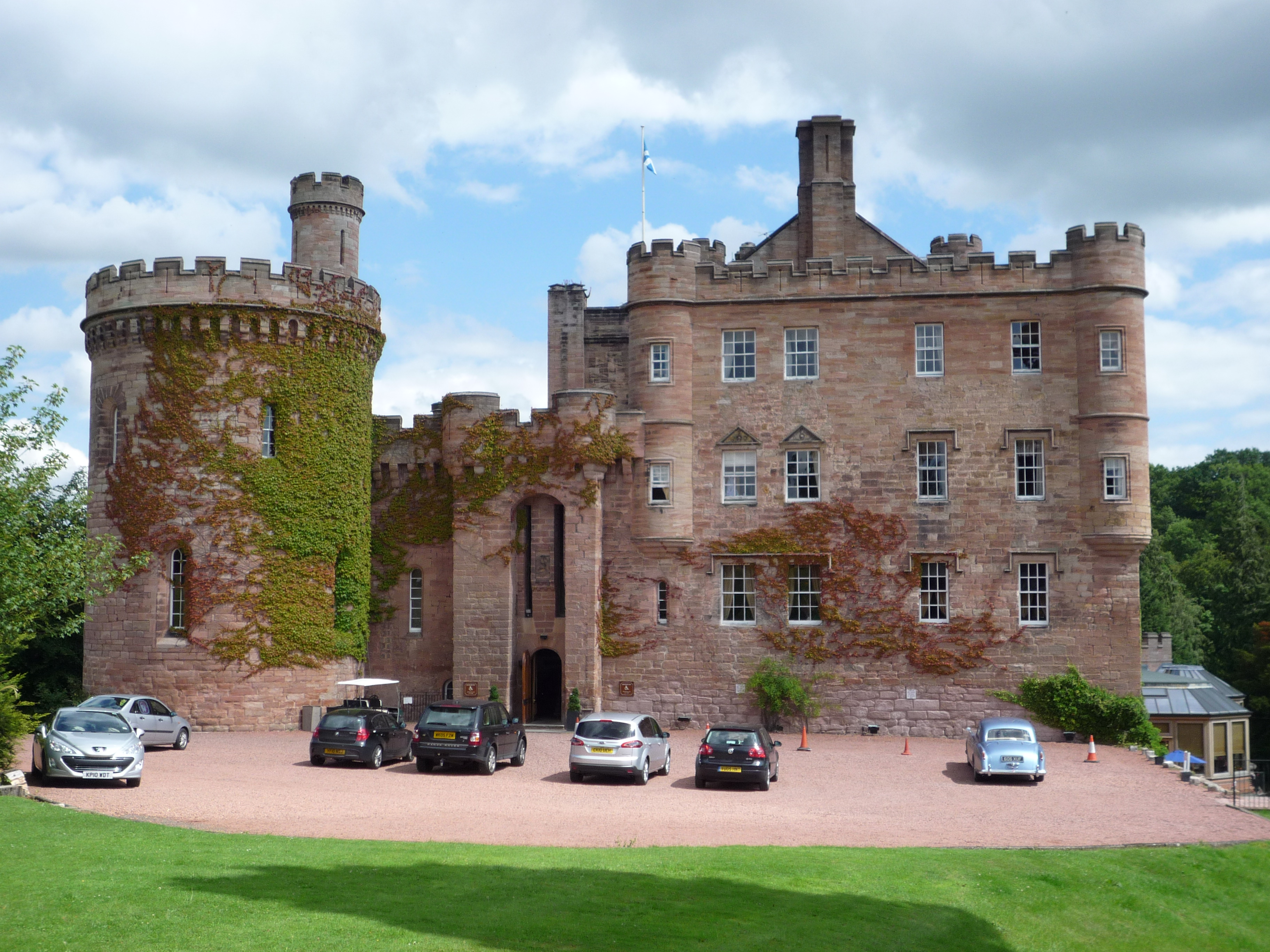
Dalhousie Castle
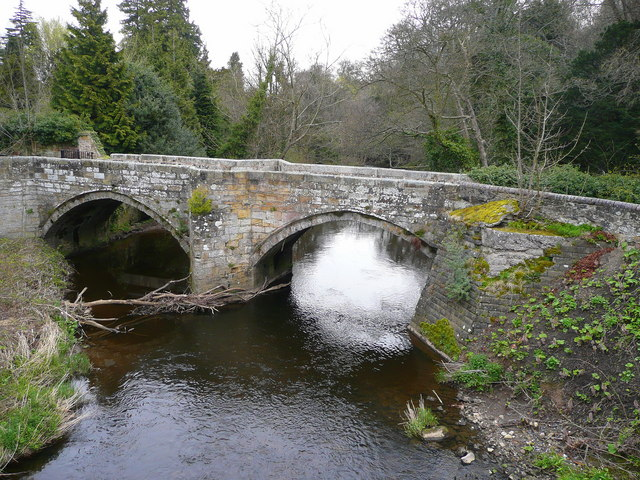
Newbattle Old Bridge